# Calle de Anselmo Carretero
La calle de Anselmo Carretero es una vía pública de la ciudad española de Segovia.

## Descripción
La calle nace de la avenida de la Vía Roma y discurre hasta llegar a la calle de la Castellana, donde entronca con la de la Hoya. Honra con el nombre a Anselmo Carretero y Mateo, industrial natural de esta ciudad, padre de Luis Carretero Nieva y abuelo de Anselmo Carretero Jiménez. Aparece descrita en Las calles de Segovia (1918) de Mariano Sáez y Romero con las siguientes palabras:

Anselmo Carretero.—Es la calle que parte por la izquierda de la carretera de Boceguillas a la salida del puente de la Fábrica de Loza y sigue en dirección al barrio de San Lorenzo. Recuerda al conocido industrial D. Anselmo Carretero y Mateo, hijo de Segovia, que en este sitio dejó montada una importante fábrica de harinas, y muerto en 8 de septiembre de 1912. Su padre y su familia se dedicaron a esta industria, que D. Anselmo consiguió sostener y perfeccionar con arreglo a los últimos adelantos. Hombre activo y emprendedor, se ocupó también en la industria cerámica construyendo una importante fábrica de baldosas, ladrillos y tejas de moderno sistema mecánico, en la carretera de Riofrío, titulada «La Innovadora». Antes se nombraba esta calle de La Castellana, por la fábrica de este nombre y que es lo más saliente de la vía situada en pleno despoblado.
(Sáez y Romero, 1918, p. 9)